# Чинкве Чери (Болоња)
Чинкве Чери (итал. Cinque Cerri) је насеље у Италији у округу Болоња, региону Емилија-Ромања.
Према процени из 2011. у насељу је живело 82 становника. Насеље се налази на надморској висини од 121 м.